# Blanchisserie et teinturerie de Thaon
Pour les articles homonymes, voir BTT.
Blanchisserie et Teinturerie de Thaon (BTT) est une entreprise textile disparue qui était établie à Thaon-les-Vosges dans les Vosges.
La ville de Thaon lui doit son évolution du statut de village essentiellement agricole, peuplé de 400 habitants en 1870, à celui de ville industrielle.

## La fondation en 1872
L'entreprise a été créée consécutivement à la guerre de 1870. La majorité des entreprises textiles se trouvaient alors en territoires annexés. Les Vosges disposaient bien de filatures et de tissages, mais le tissu devait être ensuite façonné (blanchiment, teinture, impression) dans des entreprises alsaciennes, principalement dans le Haut-Rhin.
En novembre 1871, un comité d'industriels vosgiens et alsaciens décidait de la création d'une blanchisserie et d'une teinturerie en territoire vosgien ; les entreprises alsaciennes fourniraient l'encadrement humain. Le 8 décembre 1871, une circulaire annonçait la constitution d'une société anonyme au capital de 3 500 000 francs. Le 26 février 1872, la société est constituée. Son premier président du conseil d'administration est Jules Favre (1828-1897), un homonyme de l’homme politique républicain, lié par sa mère à la famille Koechlin. Les actionnaires originels sont : les alsaciens Koechlin, de Mulhouse, Charles Laederich, Armand Lederlin, les Vosgiens Kiener, manufacturier à Éloyes depuis 1856, président de la Chambre de commerce d'Épinal, Nicolas Géliot, propriétaire de tissages et de filatures dans la région de Fraize et de Plainfaing, Nicolas Claude, industriel à Saulxures-sur-Moselotte, Charles-Joseph Galtier, banquier à Epinal, et Lucien Lémant, industriel à Blâmont en Meurthe-et-Moselle.
Le site de Thaon fut choisi en raison de la proximité des voies de communication :
- route nationale Metz-Besançon,
- ligne de chemin de fer Nancy-Gray,
- branche sud du canal de l'Est alors en projet, mais aussi en raison de la nature de l'eau d'origine granitique sans calcium ni fer, Thaon étant par ailleurs loin de toute source de pollution (Épinal est à 10 km).

La BTT a à sa tête deux codirecteurs :
- Jacques-Christophe Dieterlen, alors gérant de la maison Steinheil, Dieterlen et Cie, l'entreprise textile la plus importante de la vallée de la Bruche, en devient le directeur commercial et financier,
- Armand Lederlin, directeur de la teinturerie de ce même établissement alsacien depuis 1857, ingénieur de l'École centrale des Arts et manufactures, prend en charge les aspects techniques et industriels.

L'usine est construite durant les années 1872 et 1873. Les premiers essais ont lieu en septembre 1873 avec les 40 premiers ouvriers embauchés (dont 31 Alsaciens). L'exploitation industrielle commence le 1er décembre 1873. Les premières fabrications coloniales sont lancées en 1876. Il fallut créer une voie de raccordement pour relier l'usine à la ligne ferroviaire de Nancy, des chemins d'accès du village à l'usine, des ponts sur la Moselle afin de permettre aux habitants de la rive droite de venir travailler à Thaon et d'y apporter leurs denrées, une usine à gaz, des ateliers de construction et de réparation des machines.

## Essor de l'entreprise, dirigée par Armand Lederlin, puis Paul Lederlin
Dès 1878, la BTT obtient la médaille d'or à l'Exposition universelle de Paris, puis le grand prix à celle de 1889.
Armand Lederlin devenu progressivement l'actionnaire principal s'attache à contrecarrer la concurrence ; la BTT rachète et prend des participations dans de nombreuses entreprises textiles, et passe des accords avec ses concurrents. Paul Lederlin prend la succession de son père en tant qu'administrateur-délégué en 1909. De 1920 à 1960 elle sera le numéro un français des manutentions des tissus de coton et l'une des plus grandes unités de blanchiment, teinture et impression d'Europe.
Avant 1914, le vice-président de la BTT est Paul Cuny, gérant et principal actionnaire de l'entreprise textile de coton « Paul Cuny, Molard et Cie » (ou Filature de la Vologne), issue d'une fusion en 1908 de trois établissements, directeur des Filatures de Schlestadt en Alsace, président du conseil d'administration de la Filature de Cheniménil et député d'Épinal depuis 1910.
En 1929, l'on note que la BTT est fortement installée en Belgique par l'intermédiaire principalement des Teintureries Belges, société créée à Renaix en 1923, des Etablissements Alsberge et Van Oost et de la Blanchisserie Charles Vandewynkele, à Gand. En Allemagne, où la BTT a pris pied depuis 1928, des projets d'expansion sont étudiés. La société est dirigée par Paul Lederlin puis par son fils Sacha, administrateur et directeur général, maire de Thaon de 1929 à 1935.
En 1932, l'entreprise passe dans le giron du groupe lyonnais Gillet. Elle est dirigée par Georges Seynave, ingénieur, qui était auparavant directeur du blanchiment au sein de la firme. Il devient le directeur du groupe de l'Est des établissements Gillet-Thaon, issus en 1935 de la fusion de la BTT et des Ets Gillet et fils. Gillet-Thaon, au capital de 250 millions de francs, est dirigée par un conseil d'administration présidé par le comte Jean Pastré, banquier à Paris. Paul et Charles Gillet sont vice-présidents.

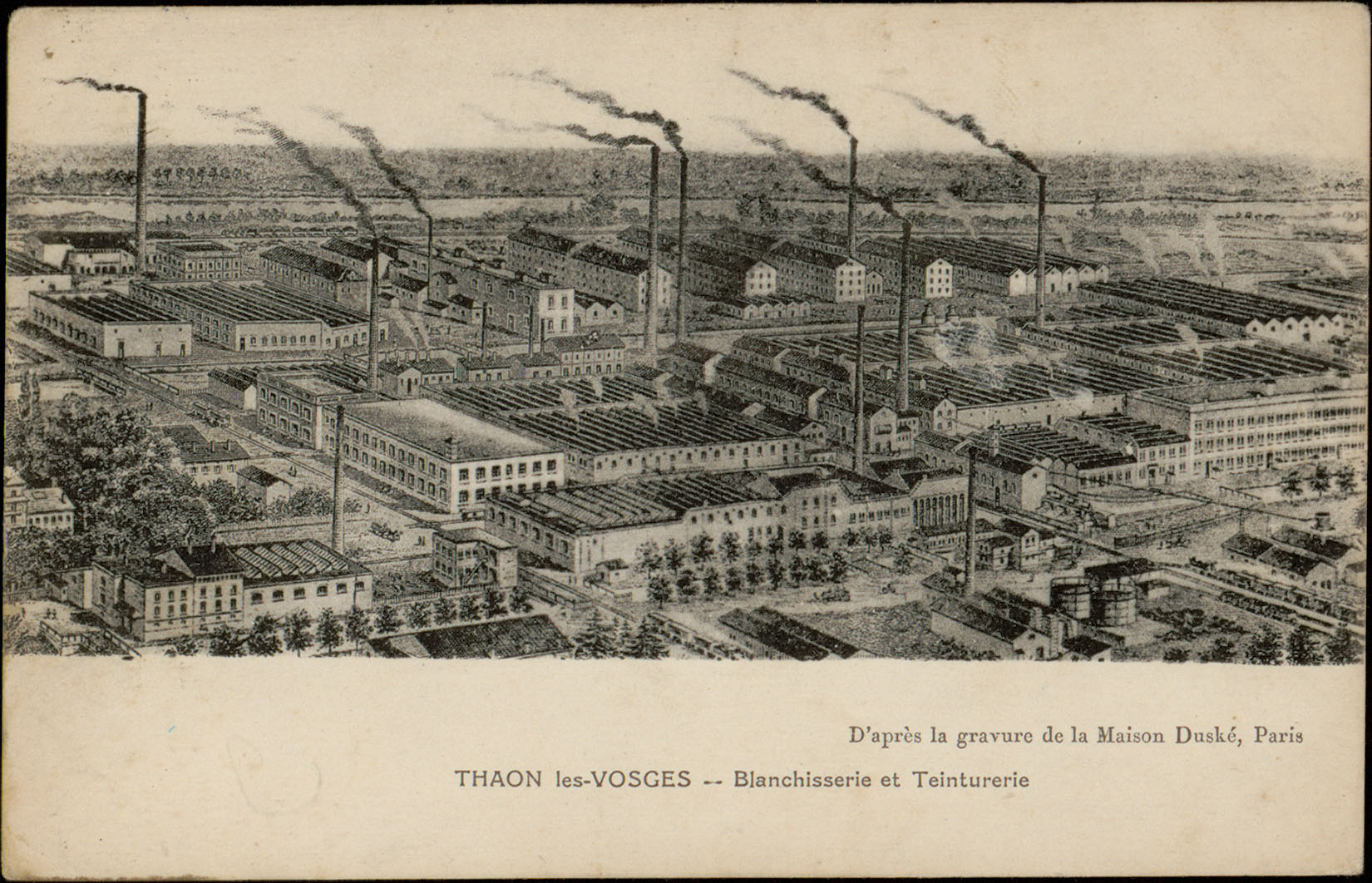
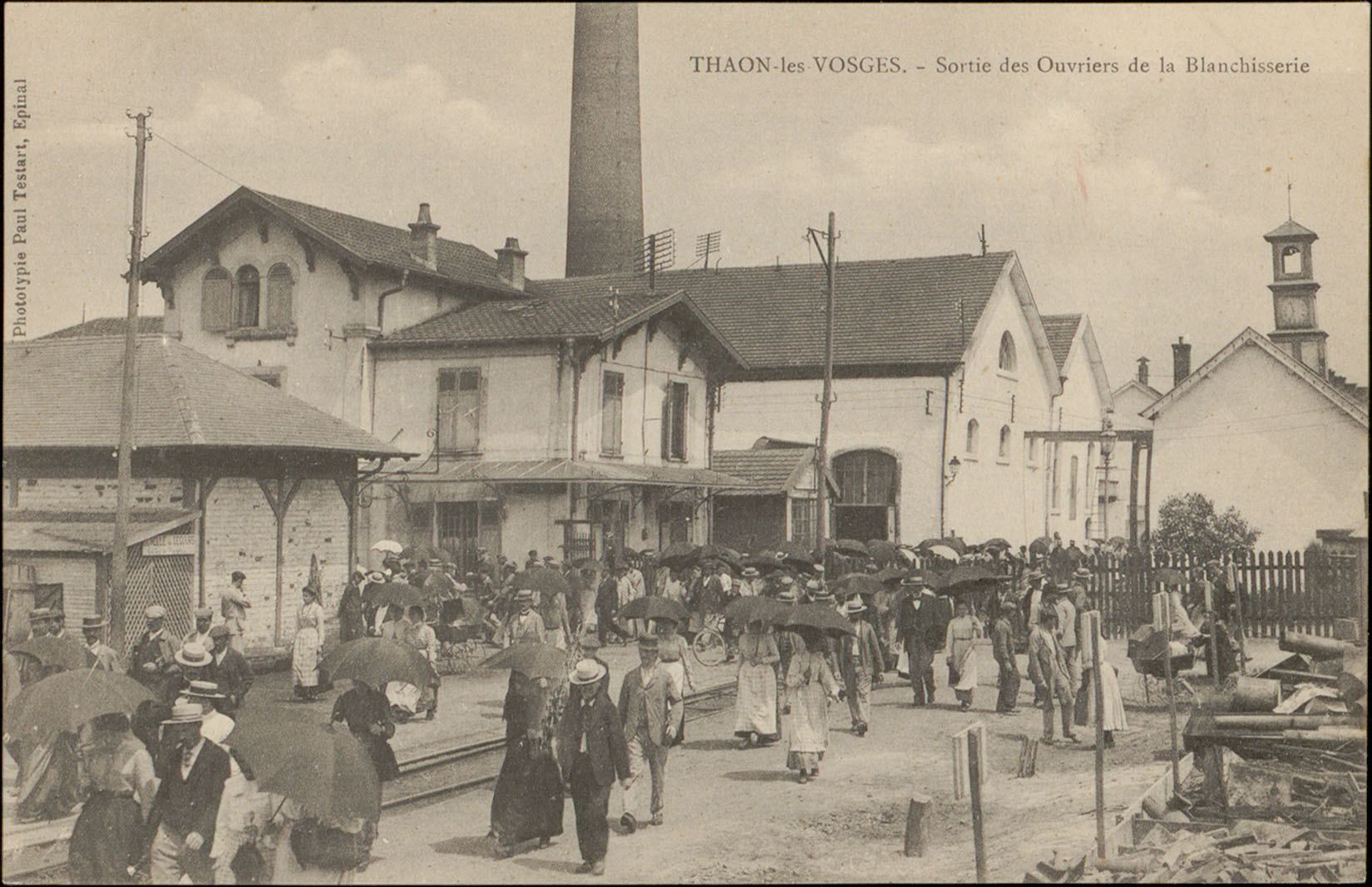
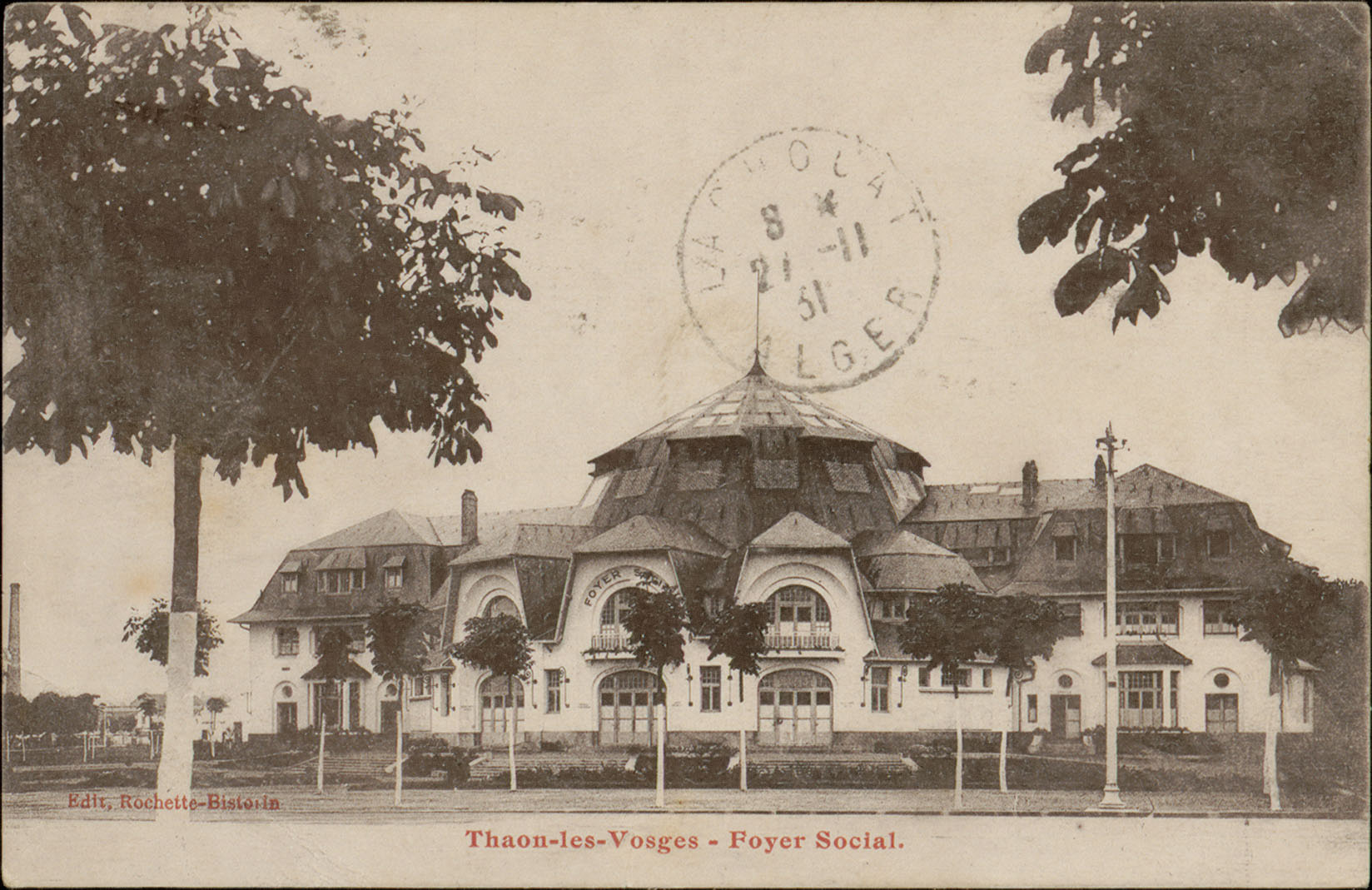

## Un déclin progressif à partir des années 1950
Le déclin commence en 1953 avec la guerre d'Indochine et se poursuit tout au long du processus de décolonisation (les débouchés coloniaux représentaient les deux tiers de la production de l'usine de Thaon).
Entre 1962 et 1965, l'usine de Thaon dépend de la société Tival et en 1966 de la holding Pricel.
Dans les années 1970, Jérôme Seydoux prend le contrôle de Pricel ; la société absorbe les Chargeurs Réunis en 1981 et prend le nom de Chargeurs SA en 1983. Elle se désinvestit de l'activité cotonnière et vend la BTT en 1986. L'usine sera finalement reprise par le Groupe Alain Thirion en 1995.
Le 10 juin 1994 la société Blanchisserie et Teinturerie de Thaon est placée en redressement judiciaire. Le 30 novembre 1994 elle fait l'objet d'un plan de cession. Le 14 mars 2000 elle est placée en liquidation judiciaire.
Les actifs sont repris par la société BTT GAT immatriculée le 16 janvier 1995 et gérée à partir de 2002 par Philippe Bellier directeur commercial.
Le 8 juillet 2003, la Sarl BTT GAT dépose le bilan. Le 9 juillet 2003, elle est déclarée en redressement judiciaire. Le 21 octobre 2003, elle est en liquidation judiciaire. Le matériel est vendu aux enchères le 23 mars 2004. Le 22 septembre 2009 la procédure judiciaire est close avec insuffisance d'actif.

## Sources
- Claude Ferry, La Blanchisserie et Teinturerie de Thaon (1872 - 1914), Presses Universitaires de Nancy, 1992  (ISBN 2-86480-519-7).
- François Baudin, Histoire économique et sociale de la Lorraine, tome II, Presses Universitaires de Nancy-Ed. Serpenoise, 1992
- Jean-Pierre Doyen, « Les villes-usines de la vallée de la moyenne Moselle », in Annales de la Société d'émulation du département des Vosges, 1983, p. 52-71
- Paul Lederlin (administrateur-directeur de la Blanchisserie et Teinturerie de Thaon), Les Œuvres sociales de la Blanchisserie et Teinturerie de Thaon, Paris, 1923. 46 p.